# San Lorenzo (szczyt)
San Lorenzo – najwyższy szczyt w łańcuchu górskim Sierra de la Demanda w hiszpańskich Górach Iberyjskich. Drugi pod względem wysokości szczyt Gór Iberyjskich.